# Hrvatska narodna banka
Hrvatska narodna banka (HNB, od 1990. do 1997. godine Narodna banka Hrvatske) je središnja banka Republike Hrvatske sa sjedištem u Zagrebu. Hrvatska narodna banka odgovorna je za održavanje stabilnosti cijena u Republici Hrvatskoj. Sukladno članku 53 ustava RH "U svom je radu samostalna i neovisna, a izvješća o svom djelovanju podnosi Hrvatskom saboru." HNB ima temeljni kapital u iznosu od 2.500.000.000 kuna i u isključivom je vlasništvu Republike Hrvatske, koja jamči za obveze HNB-a. Hrvatsku narodnu banku zastupa guverner HNB-a, a od srpnja 2012. to je prof.dr.sc. Boris Vujčić. HNB djeluje u skladu sa Zakonom o Hrvatskoj narodnoj banci.

## Osnivanje
Ustav Republike Hrvatske, donesen 21. prosinca 1990., odredio je u članku 53. Narodnu banku Hrvatske kao središnju banku Republike Hrvatske, tada članice Socijalističke Federativne Republike Jugoslavije, i utvrdio njezine odgovornosti: "Narodna banka Hrvatske je središnja banka Republike Hrvatske. Narodna banka Hrvatske odgovorna je, u okviru svojih prava i dužnosti, za stabilnost valute i za opću likvidnost plaćanja u zemlji i prema inozemstvu. Narodna banka Hrvatske u svom radu je samostalna i odgovorna Hrvatskom saboru. Dobit ostvarena poslovanjem Narodne banke Hrvatske pripada državnom proračunu. Položaj Narodne banke Hrvatske uređuje se zakonom, Izmjenama i dopunama Ustava 1997. i 2010. godine, a naziv središnje banke 1997. promijenjen je u Hrvatska narodna banka." 

## Cilj i zadaci
Osnovni cilj HNB-a jest održavanje stabilnosti cijena.  
Zadaci HNB-a su sljedeći:
1. utvrđivanje i provođenje monetarne i devizne politike
2. držanje i upravljanje međunarodnim pričuvama Republike Hrvatske
3. izdavanje novčanica i kovanog novca
4. izdavanje i oduzimanje odobrenja i suglasnosti u skladu sa zakonima kojima se uređuje poslovanje kreditnih institucija, kreditnih unija, institucija za platni promet, institucija za elektronički novac i platnih sustava te devizno poslovanje i poslovanje ovlaštenih mjenjača
5. obavljanje poslova supervizije i nadzora u skladu sa zakonima kojima se uređuje poslovanje kreditnih institucija, kreditnih unija, institucija za platni promet, institucija za elektronički novac i platnih sustava
6. vođenje računa kreditnih institucija i obavljanje platnog prometa po tim računima, davanje kredita kreditnim institucijama i primanje u depozit sredstava kreditnih institucija
7. uređivanje i unapređivanje sustava platnog prometa
8. obavljanje zakonom utvrđenih poslova za Republiku Hrvatsku
9. donošenje podzakonskih propisa u poslovima iz svoje nadležnosti
10. pridonošenje stabilnosti financijskog sustava u cjelini
11. obavljanje ostalih, zakonom utvrđenih poslova.

Hrvatska narodna banka će, ne dovodeći u pitanje ostvarivanje cilja iz članka 3. stavka 1. Zakona o HNB-u, podupirati opću gospodarsku politiku Europske unije podupirući ciljeve Europske unije sukladno članku 3. Ugovora o Europskoj uniji.

## Djelovanje HNB-a

### Monetarna i devizna politika
Hrvatska narodna banka utvrđuje i provodi monetarnu i deviznu politiku u Republici Hrvatskoj. Na temelju ovlasti iz stavka 1. članka 9. Zakona o HNB-u (2013.), Hrvatska narodna banka može, radi ostvarivanja utvrđene monetarne i devizne politike, odrediti mjere i instrumente koji su joj potrebni za reguliranje kreditne aktivnosti i likvidnosti kreditnih institucija i za reguliranje količine novca u optjecaju te donositi mjere u vezi s kamatnim stopama i tečajem domaće valute.
Poslovi na otvorenom tržištu
Radi provođenja utvrđene monetarne i devizne politike Hrvatska narodna banka može u svoje ime izdavati vlastite vrijednosne papire koji glase na domaću ili stranu valutu te na financijskim tržištima ugovarati kupnje, prodaje i zamjene vrijednosnih papira i drugih lakoutrživih financijskih instrumenata, kao i prava i obveza u vezi s istima. Ugovori se mogu sklapati kao ugovori o promptnoj kupnji i prodaji, kupnji i prodaji na rok, zamjeni, prijeboju, povratnoj kupnji (repo poslovi) te kao drugi ugovori s vrijednosnim papirima.
Odobravanje kredita kreditnim institucijama
Radi podmirivanja redovitih potreba za likvidnošću kreditnih institucija, Hrvatska narodna banka može odobravati kredite kreditnim institucijama uz odgovarajuće instrumente osiguranja. U slučaju hitnih i nepredviđenih potreba za likvidnošću kreditnih institucija, Hrvatska narodna banka može kreditnim institucijama odobravati kratkoročne kredite uz uvjet da su ti krediti osigurani odgovarajućim instrumentima osiguranja. Uvjete kreditiranja za kredite Hrvatska narodna banka može utvrditi podzakonskim propisima.
Diskontni poslovi
Hrvatska narodna banka može na temelju ponude solventne kreditne institucije diskontirati sljedeće vrijednosne papire: 1) dužničke vrijednosne papire čiji je izdavatelj ili za koje neopozivo jamči osoba čije su kratkoročne obveze utvrdile dvije međunarodno priznate agencije za utvrđivanje kreditnog 5 rejtinga i razvrstale ga u jednu od dvije najviše kategorije, a koji su preneseni na kreditnu instituciju, s preostalim rokom dospijeća do tri mjeseca računajući od dana kad ih je Hrvatska narodna banka diskontirala, 2) dužničke vrijednosne papire koje je izdala ili za koje jamči Republika Hrvatska ili Hrvatska narodna banka, plative u Republici Hrvatskoj, koji čine dio javne emisije i koji dospijevaju u roku do tri mjeseca od dana kad ih je Hrvatska narodna banka diskontirala. Uvjete diskontnih poslova i visinu diskontne stope Hrvatska narodna banka utvrđuje podzakonskim propisom.
Kamatne stope na kreditne i diskontne poslove
Hrvatska narodna banka utvrđuje podzakonskim propisom kamatne stope na kreditne i diskontne poslove Hrvatske narodne banke.
Obvezna pričuva
Hrvatska narodna banka podzakonskim propisom propisuje obvezu kreditnih institucija da izdvoje i održavaju obveznu pričuvu na računu za namiru i u blagajni ili na izdvojenom računu u Hrvatskoj narodnoj banci. Obvezna pričuva određuje se u postotku propisanom s obzirom na vrstu, ročnost, veličinu i povećanje depozita i drugih obveza kreditne institucije. Podzakonskim propisom o obveznoj pričuvi propisat će se i osnovica te način obračuna obvezne pričuve. Na izdvojena sredstva obvezne pričuve Hrvatska narodna banka može plaćati kreditnoj instituciji naknadu. Kreditne institucije koje nepravilno obračunavaju obveznu pričuvu ili koje u propisanom roku ne izdvajaju, odnosno ne održavaju obveznu pričuvu, dužne su za nedostatno izdvojeni odnosno održavani iznos obvezne pričuve platiti naknadu Hrvatskoj narodnoj banci.
Trgovanje devizama i efektivnim novcem
Hrvatska narodna banka trguje devizama i efektivnim novcem na promptnom i terminskom tržištu, financijskim instrumentima ili drugom imovinom koja, u skladu s člankom 18. stavkom 2. Zakona o HNB-u (2013.), čini međunarodne pričuve Republike Hrvatske. Hrvatska narodna banka obavlja druge zakonom utvrđene poslove vezane uz provođenje devizne politike te ugovara ili određuje tečaj po kojem kupuje i prodaje devize i efektivni novac na deviznom tržištu.
Upravljanje međunarodnim pričuvama
Pri odabiru ulaganja u pojedine oblike imovine, Hrvatska narodna banka se u prvom redu rukovodi načelima likvidnosti i sigurnosti ulaganja. Hrvatska narodna banka upravlja međunarodnim pričuvama na način koji je najbolje prilagođen monetarnoj i deviznoj politici i kojim se pridonosi nesmetanom ispunjavanju obveza Republike Hrvatske prema inozemstvu.
Otvaranje računa u inozemstvu, međunarodni poslovi i plaćanja
Radi obavljanja zadataka utvrđenih Zakonom o HNB-u (2013.) i drugim propisima Hrvatska narodna banka može otvarati račune u inozemstvu. Hrvatska narodna banka može prodavati i kupovati valutu Republike Hrvatske u inozemstvu. Hrvatska narodna banka može obavljati sve vrste bankovnih i financijskih poslova s drugim središnjim bankama, kreditnim i financijskim institucijama sa sjedištem izvan Republike Hrvatske, međunarodnim institucijama i organizacijama, uključujući davanje i uzimanje kredita. Može sklapati ugovore o plaćanju i namiri s inozemnim klirinškim institucijama. Ugovore može sklopiti u svoje ime i za svoj račun ili za račun Republike Hrvatske.

### Izdavanje novčanica i kovanog novca
Hrvatska narodna banka ima isključivo pravo izdavanja novčanica i kovanog novca, uključujući numizmatičke kovanice. 
Propisivanje izgleda novčanica i kovanog novca
Hrvatska narodna banka podzakonskim propisom utvrđuje nominalni iznos, mjere, težinu, izgled i ostala obilježja novčanica i kovanog novca koje izdaje. Hrvatska narodna banka odgovorna je za tiskanje novčanica i kovanje kovanog novca, sigurnost i pohranu neizdanih novčanica i kovanog novca te čuvanje i uništavanje novčanica i kovanog novca povučenih iz optjecaja, kao i materijala koji služe za izradu novčanica i kovanog novca. 
Autorska prava
Hrvatska narodna banka je nositelj svih imovinskih autorskih prava na novčanicama i optjecajnome kovanom novcu koji glase na kune i lipe. Reproduciranje novčanica i optjecajnoga kovanog novca koji glase na kune i lipe nije dopušteno bez prethodnog pristanka Hrvatske narodne banke. 
Plan izdavanja, inventar novčanica i opskrba novčanicama i kovanim novcem
Hrvatska narodna banka planira izdavanje novčanica i kovanog novca te upravlja ukupnim pričuvama gotovine. Hrvatska narodna banka organizira i osigurava redovitu opskrbu novčanicama i optjecajnim kovanim novcem na teritoriju Republike Hrvatske.

## Ustroj i upravljanje
Tijela Hrvatske narodne banke su Savjet Hrvatske narodne banke i guverner Hrvatske narodne banke.

### Savjet HNB-a
Savjet Hrvatske narodne banke sastoji se od osam članova, a čine ga guverner, zamjenik guvernera i šest viceguvernera. Savjet je najviše tijelo hrvatske središnje banke i odgovoran je za ostvarivanje cilja i izvršavanje zadataka HNB-a.
Predsjednik Savjeta je guverner, a Statutom Hrvatske narodne banke određeno je koje poslove iz svoje nadležnosti Savjet može prenijeti na guvernera.
Savjet Hrvatske narodne banke na svojim sjednicama koje se u pravilu održavaju jednom mjesečno, utvrđuje okvir i mjere monetarne i devizne politike te određuje strategiju i politiku upravljanja međunarodnim pričuvama Republike Hrvatske. Odlučivanje o apoenima i obilježjima novčanica i kovanog novca i njihovu puštanju u optjecaj i povlačenju iz optjecaja također je zadaća Savjeta Hrvatske narodne banke, kao i donošenje odluka povezanih s poslovanjem i nadzorom nad kreditnim institucijama: izdavanje i oduzimanje odobrenja za rad kreditnim institucijama sa sjedištem u Republici Hrvatskoj i podružnicama kreditnih institucija sa sjedištem izvan Republike Hrvatske, davanje i oduzimanje suglasnosti za pripajanje kreditnim institucijama i za stjecanje dionica kreditnih institucija te davanje i oduzimanje suglasnosti za imenovanje predsjednika i članova uprava i nadzornih odbora kreditnih institucija. Savjet Hrvatske narodne banke također utvrđuje insolventnost kreditnih institucija i odlučuje o davanju prijedloga za pokretanje stečajnog postupka ili o oduzimanju odobrenja za rad kreditnih institucija.
U djelokrugu Savjeta Hrvatske narodne banke jest i utvrđivanje kamatnih stopa HNB-a i naknada za usluge HNB-a, donošenje podzakonskih propisa kojima se regulira devizno poslovanje pravnih i fizičkih osoba i poslovanje ovlaštenih mjenjača te izdavanje i oduzimanje odobrenja za rad platnih sustava i donošenje podzakonskih propisa kojima se propisuje način njihova rada.
Savjet Hrvatske narodne banke također donosi Statut Hrvatske narodne banke, financijski plan HNB-a, financijska izvješća HNB-a i izvješća o monetarnoj politici prema Zakonu o Hrvatskoj narodnoj banci.
Imenovanje i status članova Savjeta Hrvatske narodne banke
Guvernera, zamjenika i viceguvernere Hrvatske narodne banke imenuje Hrvatski sabor na prijedlog Odbora za izbor, imenovanja i upravne poslove i na osnovi mišljenja Odbora za financije i državni proračun.
Članovi Savjeta Hrvatske narodne banke imenuju se na šest godina, moraju biti državljani Republike Hrvatske s priznatim osobnim ugledom i profesionalnim iskustvom na monetarnom, financijskom, bankarskom ili pravnom području.

### Guverner HNB-a
Guverner Hrvatske narodne banke upravlja i rukovodi poslovanjem HNB-a, predstavlja i zastupa hrvatsku središnju banku te je odgovoran za provođenje odluka Savjeta Hrvatske narodne banke. Guverner određuje pobliže uvjete i način obavljanja supervizije i nadzora kreditnih institucija, vrste, rokove, redoslijed i postupak poduzimanja mjera u odnosu na kreditne institucije, a donosi i rješenja u postupku supervizije i nadzora nad tim institucijama. 
Zadaće guvernera uključuju i donošenje akata kojima se uređuje funkcioniranje središnje banke kao i imenovanje i razrješavanje osoba s posebnim ovlastima i odgovornostima u HNB-u. Guverner donosi podzakonske propise, odluke i opće akte iz djelokruga HNB-a te odlučuje o drugim pitanjima za koja je prema Zakonu o Hrvatskoj narodnoj banci te drugim zakonima i propisima nadležan.
Guverner Hrvatske narodne banke član je Općeg vijeća Europske središnje banke.
Dosadašnji Guverneri HNB-a su sljedeći:
- dr.sc. Ante Čičin-Šain (kolovoz 1990. – svibanj 1992.)
- dr.sc. Pero Jurković (lipanj 1992. – veljača 1996.)
- dr.sc. Marko Škreb (ožujak 1996. – srpanj 2000.)
- dr.sc. Željko Rohatinski (srpanj 2000. – srpanj 2012.)[1]
- dr.sc. Boris Vujčić (srpanj 2012. – srpanj 2024.)[2]

## Vanjske poveznice
- Službene stranice HNB-a